# Атанас Киров (опълченец)
Вижте пояснителната страница за други личности с името Атанас Иванов.
Атанас Иванов Киров е роден в Болград в семейство на бесарабски българи, преселници от ямболския край.
Завършва болградската българска гимназия [1,2,5,7]. Постъпва в Българското опълчение на 20 май 1877 г. [1,2,3,4,5]. Като опълченец е зачислен в четвърта рота на четвърта дружина на Българското опълчение [1,2,3,4]. Участва в сраженията при Шипка и Шейново, както и в сражения с башибозуците в Сливенско и Котленско в края на освободителната война [1,2,3,4]. След освобождението завършва право в Новоросийския университет в гр. Одеса, където постъпва през 1881 г. и завършва през 1886 г. [1,2,5,6]. Установява се в Пловдив, където и работи като адвокат [1,2]. В началото на 90-те години на 19 век се завръща в гр. Болград и сключва брак с Елена Парушева от известна българска бесарабска фамилия [1,5]. Завръща се в Пловдив през втората половина на 90-те г. на 19. век. В периода 1902 г. – 1904 г. заема длъжността градски адвокат на гр. Пловдив [1]. Заболява от инфаркт на миокарда и поради невъзможност да практикува професията си получава опълченска пенсия [1,2]. С Височайши указ № 49 от 30 април 1907 г. е назначен за член на Пловдивския окръжен съд [1]. Като такъв през 1909 г. получава Възпоменателен кръст „За независимостта“, № 3008 [1,8]. Заема длъжността заместник апелативен прокурор в гр. Пловдив, а по-късно заема същата длъжност в гр. Русе [1]. Пенсионира се през 1921 г. и практикува като адвокат в Русе до смъртта си на 25 януари 1925 г. [1]. Съпругата му Елена Кирова умира през 1928 г. [1].